# Alexander Kanoldt

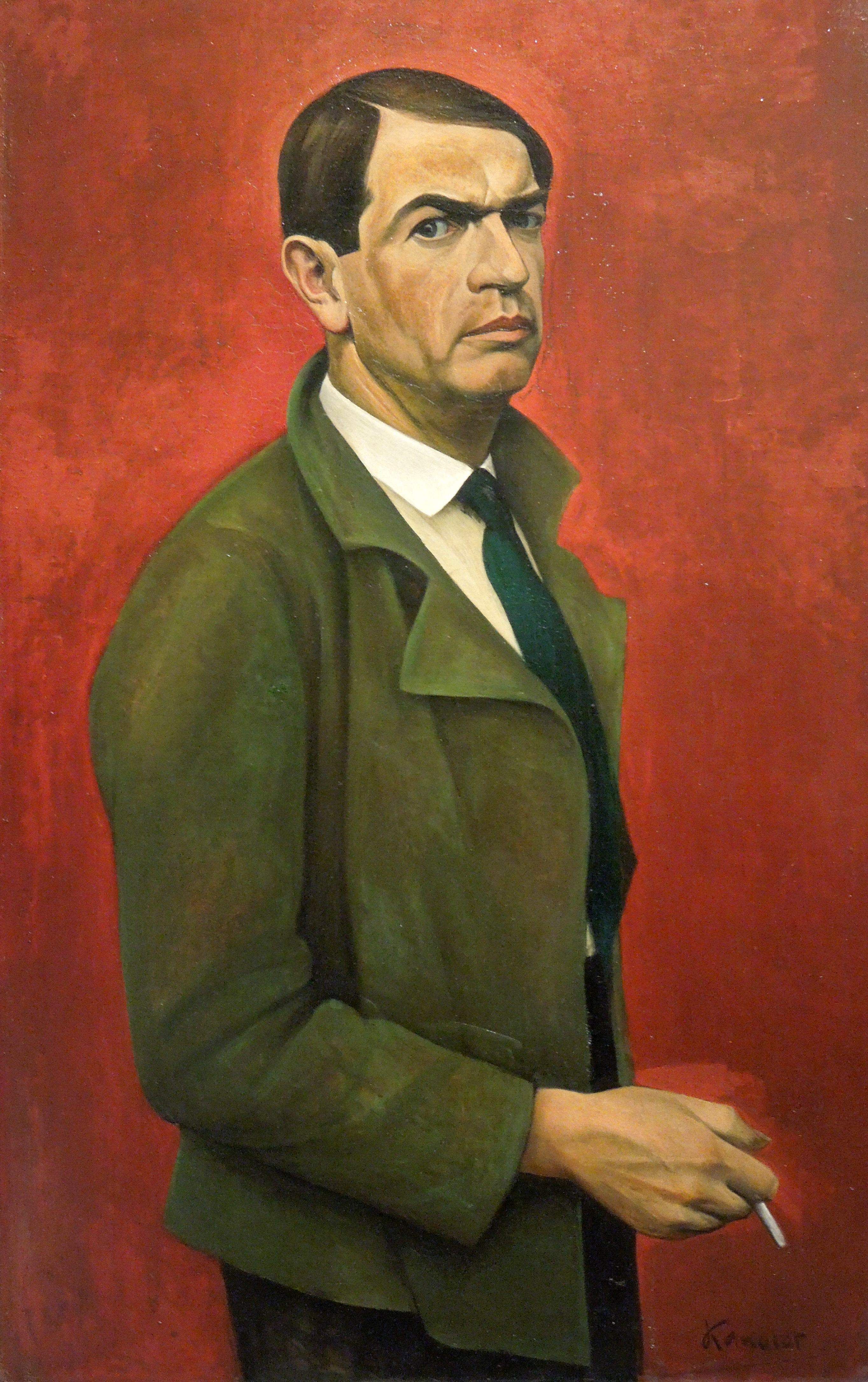
Alexander Kanoldt: Selbstporträt, 1929

Alexander Kanoldt (* 29. September 1881 in Karlsruhe; † 24. Januar 1939 in Berlin) war ein deutscher Maler und Professor an der Kunstakademie in Berlin.

## Leben und Wirken
Während seines Kunststudiums an der Karlsruher Akademie war er Schüler bei Ernst Schurth und Friedrich Fehr, von 1906 bis 1909 dessen Meisterschüler. Hier lernte er, zunächst in neoimpressionistischer Manier malend, Adolf Erbslöh kennen, mit dem ihn eine lebenslange Freundschaft verband. Mit ihm und Wassily Kandinsky, Alexej von Jawlensky, Gabriele Münter, Marianne von Werefkin und anderen gründete er 1909 die Neue Künstlervereinigung München (N.K.V.M.), aus der 1911 die Redaktion des Blauen Reiters hervorging. Innerhalb der N.K.V.M. kam es zu drei bedeutenden Gemeinschaftsausstellungen in der Modernen Galerie Heinrich Thannhauser in München.

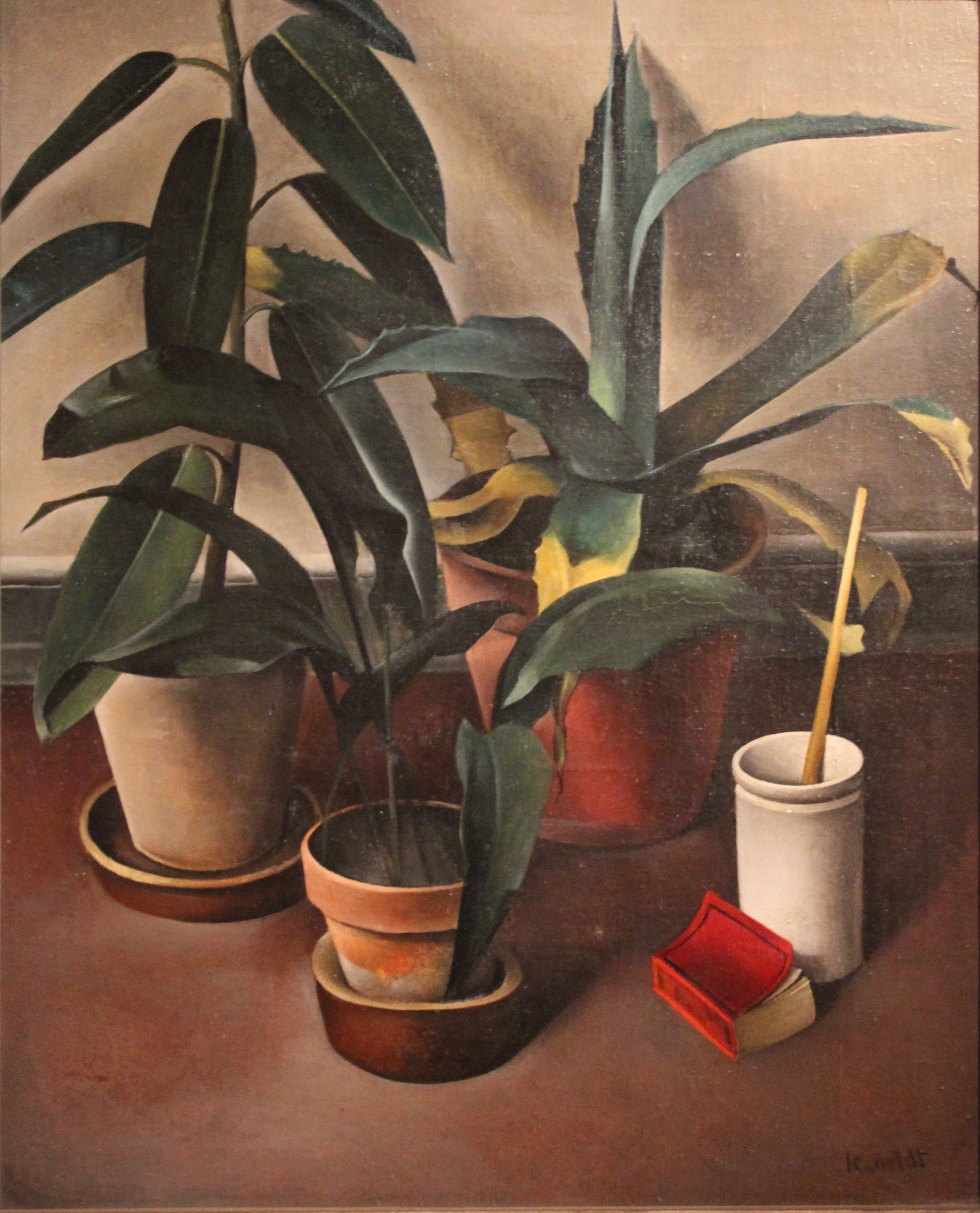
Alexander Kanoldt: Stilleben I / Blumentöpfe, 1926

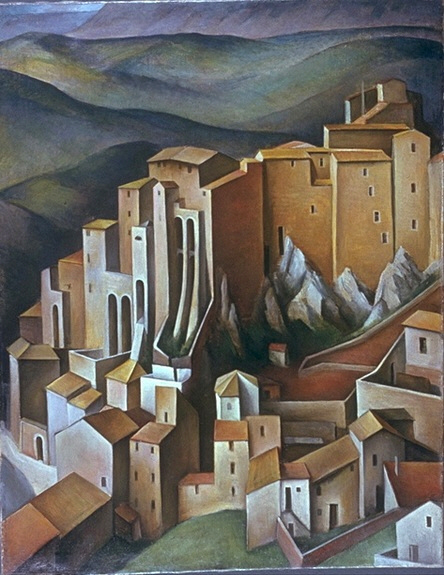
Alexander Kanoldt: Olevano, 1927

Neben Alexej von Jawlensky, Adolf Erbslöh, Wladimir von Bechtejeff, Paul Klee und Karl Caspar gehörte er auch zur 1913 gegründeten Künstlergruppe Münchener Neue Secession. Während des Ersten Weltkrieges leistete er von 1914 bis 1918 als Reserveoffizier Dienst.
Nach dem Krieg unterhielt er enge Beziehungen zu Georg Schrimpf, mit dem er eine magisch-realistische Variante der Neuen Sachlichkeit vertrat. Während eines längeren Italien-Aufenthaltes zusammen mit Adolf Erbslöh entwickelte er multiperspektivische Architekturlandschaften, magisch starr in der Form geschachtelt. 1925 nahm er mit 15 Gemälden an der Ausstellung Neue Sachlichkeit in Mannheim teil, wo er neben Max Beckmann mit dem größten Werkkonvolut vertreten war.
Von 1925 bis 1931 war er Professor an der Staatlichen Akademie für Kunst und Kunstgewerbe Breslau. Nach deren Schließung im April 1932 zog Kanoldt nach Garmisch-Partenkirchen. Dort betrieb er eine private Mal- und Zeichenschule, zu deren Schülern auch Willi Schulz gehörte. Kanoldt plagten existenziellen Sorgen, die er in Briefen festhielt. Diesen ist zu entnehmen, dass ihm als Einnahmequelle bis 1932 überwiegend Lithografien der Landschaft seiner neuen Heimat dienten. Nach 1927 wurde er Mitglied der Badischen Secession und ab 1932 Mitglied der Münchener Künstlergruppe „Die Sieben“.
1932 plante Kanoldt zusammen mit Erbslöh eine 4. Ausstellung der N.K.V.M. für 1934 im Münchener Kunstverein aus Anlass ihrer Gründung vor 25 Jahren. Sie sollte Werke der ehemaligen Mitglieder aus den Münchener- und den letzten Jahren zeigen. Die Ausstellungsidee konnte nicht mehr verwirklicht werden, weil nach der Machtergreifung der Nationalsozialisten am 30. Januar 1933 auch die Malerei der Mitglieder der ehemaligen N.K.V.M. als „Entartete Kunst“ gebrandmarkt wurde. Kanoldt, der 1934 den Bildhauer Edwin Scharff als Vorsitzenden des Villa-Romana-Kuratoriums abgelöst hatte, konnte dennoch dem Expressionisten Otto Freytag im selben Jahr noch zu einem Stipendiatenaufenthalt verhelfen.
Kanoldt trat zum 1. Mai 1932 in die NSDAP ein (Mitgliedsnummer 1.117.863). 1933 wurde er als Professor und Direktor an die Staatliche Kunstschule zu Berlin und als Senator an die Preußische Akademie der Künste berufen. 1936 gab er die Professur aus gesundheitlichen Gründen ab. Er behielt bis zu seinem Tod allerdings ein Meisteratelier an der Schule. Kanoldts Werke galten den Nazis als „entartet“, und 1937 wurde im Rahmen der deutschlandweiten konzertierten Aktion „Entartete Kunst“ aus dem Museum Folkwang Essen, der Städtischen Kunstsammlung Gelsenkirchen, der Kunsthalle Hamburg, dem Kunstverein Jena, der Städtischen Kunsthalle Mannheim, den Bayerische Staatsgemäldesammlungen München, dem Landesmuseum Münster, der Städtischen Galerie Nürnberg, dem Museum für Kunst und Kunstgewerbe Stettin und der Ruhmeshalle Wuppertal-Barmen Tafelbilder und Grafiken Kanoldts beschlagnahmt. Der Verbleib der meisten dieser Werke ist ungeklärt.
Alexander Kanoldt starb am 24. Januar 1939 im Alter von 57 Jahren in seiner Wohnung in Berlin-Wilmersdorf.

## Familie
Alexander Kanoldt war der Sohn des Kunstmalers Edmund Kanoldt (1845–1904) und der Sofie Kanoldt geb. Hellwig. Am 23. Juni 1906 heiratete er in Karlsruhe die aus Dresden stammende Bildhauerin Marga Zerener (1879–1946), eine Rechtsanwaltstochter und Enkelin des Dresdner Juristen Julius Herrmann Beschorner. Einer der Trauzeugen war sein aus München angereister Freund Adolf Erbslöh. Die kinderlose Ehe wurde am 7. April 1910 wieder geschieden. Kanoldt ging 1913 eine zweite Ehe mit der aus Prag stammenden Hildegard Waydelin ein. Am 6. November 1919 heiratete er in München Editha von Mayer (1880–1955), mit der er zwei Töchter hatte.
Seine ältere Schwester Johanna Grossmann-Kanoldt (1880–1940) war ebenfalls Malerin sowie Schriftstellerin. Ihr Leben und Werk sind Gegenstand eines im Jahr 2016 begonnenen Forschungsprojektes des Zentralinstituts für Kunstgeschichte in München.

## Werke in Museen (Auswahl)
- 1910: Welke Blumen, Städtische Galerie im Lenbachhaus und Kunstbau, München[14]
- 1911: Eiserne Brücke, Städtische Galerie im Lenbachhaus und Kunstbau, München[15]
- 1911: Im Eisacktal, Sammlung Henri Nannen, Kunsthalle Emden.
- 1923: Kaktus-Stillleben, Städtische Galerie im Lenbachhaus und Kunstbau, München[16]
- 1924: Ansicht von Subiaco, Museum der bildenden Künste Leipzig sowie Kunstmuseum Moritzburg Halle (Saale)[17]
- 1927: Olevano, Öl auf Leinwand, 91 × 71 cm, Staatliche Kunsthalle Karlsruhe[18]